# Grästorps kommunala realskola
Grästorps kommunala realskola var en realskola i Grästorp verksam från 1953 till 1967.

## Historia
Omkring 1939 inrättades Grästorps högre folkskola, vilken 1953 ombildades till Grästorps kommunala realskola.
Realexamen gavs från 1953 till 1967.